# Nikolle Correa
Pour les articles homonymes, voir Correa (homonymie).
Nikolle Del Rio Aid Correa est une joueuse brésilienne de volley-ball née le 13 février 1985 à Sabará. Elle mesure 1,84 m et joue au poste de réceptionneuse-attaquante. 

## Clubs
| Club                         | De        | À         |
| ---------------------------- | --------- | --------- |
| Rio de Janeiro Volêi Clube   | 2001-2002 | 2002-2003 |
| Grêmio de Vôlei Osasco       | 2003-2004 | 2004-2005 |
| Clube de Regatas do Flamengo | 2005-2005 | 2005-2005 |
| Pallavolo Aragona            | 2005-2006 | 2005-2006 |
| VB Günes Sigorta             | 2006-2007 | 2006-2007 |
| EC Pinheiros                 | 2007-2008 | 2007-2008 |
| Volley Club Milano           | 2008-2009 | 2008-2009 |
| Sport Recife                 | 2009-2010 | 2009-2010 |
| AEK Athènes                  | 2010-2011 | 2010-2011 |
| Vôlei Futuro                 | 2011-2012 | 2011-2012 |
| Maranhão Vôlei               | 2013-2014 | 2014-2015 |
| Dauphines Charleroi          | 2015-2016 | 2015-2016 |
| São Caetano                  | 2016-2017 | 2016-2017 |
| Sesi-SP                      | 2017-2018 | 2017-2018 |
| CS Dinamo Bucureşti          | 2018-2019 | 2018-2019 |
| Generika-Ayala Lifesavers    | jan 2019  | mai 2019  |
| Wisła Warszawa               | 2019-2020 | …         |

## Palmarès

### Équipe nationale
- Championnat du monde des moins de 18 ans
  - Finaliste : 2001.

### Clubs
- Championnat du Brésil
  - Vainqueur : 2004, 2005.